# 小林俊一 (物理学者)
小林 俊一（こばやし しゅんいち、1938年6月28日 - ）は、日本の物理学者、理学博士。理化学研究所理事長を務めた。

## 経歴
奈良県出身。1962年に大阪大学理学部物理学科を経て、1967年に大阪大学院理学部物理学専攻博士課程修了。
1967年4月に大阪大学基礎工学部助手に就任し、1968年11月には東京大学理学部助手に就任し、講師、助教授、教授を経て、1993年4月に理学部部長に就任し、1997年4月には副学長に就任。1998年8月から2003年4月までに理化学研究所理事長を務め、2004年4月に東京農業大学監事を経て、2006年4月に秋田県立大学理事長兼学長に就任。
2018年11月に瑞宝中綬章を受章。